# Лукашенко Микола Федорович
Мико́ла Фе́дорович Лукаше́нко (нар. 16 грудня 1956, м. Тульчин) — український художник. Член Національної спілки художників України (2023).

## Біографія
Народився 16 грудня 1956 року в Тульчині Вінницької області. Закінчив курси художників-оформлювачів при Тульчинському районному будинку культури (1976). За фахом — художник-оформлювач. У 1980-х роках працював викладачем на цих курсах. Викладав предмет — «шрифт та композиція», а також в Тульчинському училищі культури предмет — «художнє оформлення сцени».

Живе у Тульчині.

## Творчість
Працює в галузі станкового живопису, графіки та іконопису.

Основні роботи олією на полотні: «Портрет Якова» (2021), «Вечоріє» (2019), «Сонячний день» (2019), «Портрет художника В. Воронюка» (2016), «Тихий день» (2021), «Краєвид на Палац Потоцьких» (2021).

Зробив художні розписи в храмах України — с. Високе (Вапнярська селищна громада) (2010), м. Кодима (2015), м. Чернігів (2017), смт. Теплик (2018). Оформлював експозиції Тульчинського краєзнавчого музею (2017), в адміністративних спорудах смт. Брацлав (2012).

Бере участь у виставках та пленерах. Його картини мають вітчизняні колекціонери, а також — з Польщі, Німеччини, Ізраїлю, Росії.